# Француска веза
Француска везa (енгл. The French Connection) је амерички неоноар акциони трилер из 1971. године, који је режирао Вилијам Фридкин, у продукцији компаније 20th Century Fox. Сценарио је написао Ернест Тајдимен на основу истоимене публицистичке књиге Робина Мура, а главне улоге тумаче Џин Хекмен, Рој Шајдер и Фернандо Реј. Радња прати детективе њујоршке полиције Џимија „Попаја” Дојла и Бадија „Тмурног” Русоа у потрази за богатим француским шверцером хероина Аленом Шарнијеом.
Филм је био номинован за осам Оскара, а освојио је пет: за најбољи филм, најбољег глумца (Хекмен), најбољу режију, најбољи адаптирани сценарио и најбољу монтажу. Тајдименов сценарио је такође освојио награду Писаца Америке и награду Едгар, док је био номинован за Златни глобус. Године 1975. снимљен је наставак под називом Француска везa 2 у коме су Хекмен и Реј репризирали своје улоге.
Сматрана једним од најбољих филмова свих времена, Француска веза се нашла на листама најбољих америчких филмова које је објавио Амерички филмски институт 1998. и 2007. године. Године 2005, Конгресна библиотека је одабрала филм за чување у Националном регистру филмова Сједињених Држава због „културног, историјског или естетског значаја”.

## Радња
Полицијски детектив у Марсеју прати Алена Шарнијеа, вођу највећег светског синдиката хероина. Међутим, Шарнијеов приврженик, убица Пјер Николи, убија полицајца на улазу у кућу, док му проверава пошту.
У Бруклину, два њујоршка полицајца Џими „Попај” Дојл и Бади „Тмурни” Русо, раде у одељењу за борбу против трговине дрогом. Дојл је прерушен у Деда Мраза и намамљен од уличног дилера дроге. Русо и Дојл га хватају у јурњави, током које је Русо убоден у руку ножем, али је повреда лакша. У међувремену, Шарније се састаје са својом младом супругом Мари, која му поклања зимски капут. За то време, полицијски партнери, желећи да се опусте, посећују вечерњи клуб „Копакабана”. Тамо Дојл примећује групу дилера дроге, а међу њима и нека нова лица. Русо самоиницијативно позива свог партнера да их прати. Шарније и Николи сусрећу се на рушевинама замка са познатим француским глумцем и ТВ водитељом Анријем Девероом, који пристаје на сарадњу, али не сумња да ће то бити трговина дрогом.
Испоставило се да су детективи пратили човека по имену Салваторе „Сал” Бока, власника киоска осумњиченог за оружану пљачку златаре пре три године, и његову 19-годишњу супругу Енџи, која је пре годину дана била условно кажњена због крађе у радњи. Такође, Сал, који живи на високој нози, упркос званичном приходу од 7.000 долара годишње, има брата Луа, који је пре пар година одслужио казну за тучу и пљачку.
Дојл и Русо откривају везу између Боке и адвоката Џоела Вајнстока, који је пре три године финансирао пошиљку дроге из Мексика. Након што је ухватио још два дилера дроге у бару, Дојл води црнца муштерију, за кога се испоставило да је доушник, у тоалет и сазнаје од њега да се велика пошиљка дроге очекује у њиховој области за две недеље. Због тога да његови пријатељи са улице не посумњају у њега, детектив туче „кртицу”. Детективи наговарају свог шефа Волтера Симонсона да прислушкује Бокине телефоне, а он издваја два федерална агента, Била Малдерига и Клајда Клајна. Анри Деверо, који је допутовао у Сједињене Државе ради снимања филма на броду са својим аутомобилом, даје интервју у луци. Следећег јутра, Русо долази кући свом партнеру, који је провео бурну ноћ са проститутком, и пријављује Симонсонов долазак.
Детективи, заједно са агентом Малдеригом, губе из вида Салов ауто док га шпијунирају и прате. Сустигавши га, примећују Шарнијеа и Николија. Русо креће на Боку, Дојл почиње да шпијунира вођу, приморан да се смрзава на улици, док криминалци угодно вечерају у луксузном ресторану. Увече, Ален напушта Пјера и одлази у своју хотелску собу. У колима, Дојл се препире са Малдеригом, који не види напредак у истрази. Вајнсток добија пробни узорак хероина из пошиљке од 60 кг (120 фунти) и уверава се у његов одличан квалитет, користећи услуге хемичара Хауарда, додајући да ће пошиљка „извући” 32 милиона долара. Упркос Саловим убеђењима, адвокат не жури да купи робу, знајући да је његов партнер под присмотром.
Следећег јутра, Дојл наставља да шпијунира и скоро губи из вида лукавог дилера дроге. Шарније завара детектива тако што двапут улази и излази из воза на главној централној станици и користи свој кишобран да одложи затварање врата, како би се вратио у вагон и подругљиво махнуо љутитом Дојлу.
Сазнавши да полиција зна њихове планове, Шарније на састанку са Боком у Вашингтону, упркос захтеву за одлагање због присмотре, тражи новац до краја недеље. Током лета, Николи нуди да елиминише детектива Дојла, на шта приговори Шарније, схватајући да ће детектива заменити друга особа, али убица инсистира, рекавши да ће се он вратити у Француску, пре него што буде доведена замена.
На месту несреће која је однела животе двоје наркомана, Дојл тражи од Симонсона да настави да шпијунира Боку, али он одбија, пошто су откривени. Након што се Попај обрушио на Малдерига, због заједљиве примедбе потоњег, шеф одељења каже Џимију, пошто је „убио” два месеца надзора, да коначно пређе на посао.
Покушај атентата се испоставља неуспешним − Николи, који је седео на крову са пушком, у последњем тренутку пуца у леђа жени са колицима, која је нехотице спречила да Дојл буде погођен. Детектив се креће дуж зида, пење се, открива напуштено оружје и убицу у бекству. Пјер Николи бежи метроом, Дојл јури за њим у заплењеном аутомобилу. Николи убија полицајца који га јури, затим скаче у кабину машиновођине, упери пиштољ у њега и захтева да вози без заустављања. Николи пуца у кондуктера који покушава да га смири, машиновођа губи свест у стресној ситуацији, активира се кочница у случају нужде, баца убицу на прозор и неконтролисани воз се судара са другим возом. Након несреће, дезоријентисани убица покушава да побегне, налеће на Дојла на степеницама и погођен је у леђа.
После дуже присмотре, Попај конфискује Девероов Линколн. У полицијској гаражи, ауто расклапају део по део, тражећи дрогу, али ништа није пронађено. Долазећи Деверо захтева свој ауто. Русо напомиње, да је тежина возила, 60 кг већа од тежине коју је навео произвођач, а детективи схватају да се кријумчарена роба још увек налази у аутомобилу. Уклањају „клацкалице” и откривају скривене пакете хероина. Полиција враћа дрогу на место, надајући се да ће криминалце ухватити на делу. Пошто је оригинални аутомобил раскомадан, замењен је сличним купљеним на аукцији старих аутомобила и враћен Девероу. Глумац се састаје са Шарнијеом у хотелу и даје му ауто, али након сазнања да је саучесник у злочину, раскида везе с њим.
Шарније путује у стару фабрику на острву Вордс ради договора са Вејнстоком. Хемичар Хауард, у самртној тишини, проверава један од пакета и потврђује квалитет робе. Шарније узима дрогу, сакрива новац испод клацкалица аутомобила и одлази са Боком, али на једином излазу наилази на полицијски кордон који предводи Попај. Злочинци се брзо повлаче, а Шарније бежи у складиште. Током пуцњаве, полиција користи сузавац, а Бока је скочио кроз прозор и покушао да побегне и добија метак у стомак од Русоа и остали криминалци се предају. Русо се придружује Попају, који у даљини види тамну фигуру и чека делић секунде, након што је узвикнуо упозорење, убијајући случајно федералног агента. Упркос томе, Дојл каже свом партнеру да ће ухватити Шарнијеа, а након поновног пуњења оружја бежи у другу просторију, одакле се чује пуцањ.
Током одјавне шпице фотографије ликова говоре о њиховој судбини: Џоел Вајнсток се појавио пред поротом, а случај се распао због „недостатка директних доказа”. Енџи Бока проглашена је кривом за мањи злочин и условно је осуђена. Лу Бока је проглашен кривим за злочиначку заверу и поседовање дроге, након чега му је казна скраћена. Анри Деверо је осуђен за злочиначку заверу и одлежао је четири године у савезном затвору. Ален Шарније никада није ухваћен и верује се да живи у Француској. Детективи Дојл и Русо су пребачени из јединице за наркотике у другу станицу.

## Улоге
| Глумац              | Улога                                                       |
| ------------------- | ----------------------------------------------------------- |
| Џин Хекмен          | Џими „Попај” Дојл                                           |
| Рој Шајдер          | Бади „Тмурни” Русо                                          |
| Фернандо Реј        | Ален Шарније                                                |
| Тони Ло Бјанко      | Салваторе „Сал” Бока                                        |
| Марсел Бозуфи       | Пјер Николи                                                 |
| Фредерик де Пасквал | Анри Деверо                                                 |
| Бил Хикмен          | Бил Малдериг, федерални агент                               |
| Ан Ребо             | Мари Шарније, жена Алана                                    |
| Харолд Гери         | адвокат Џоел Вајнсток, нарко трговац                        |
| Арлин Фарбер        | Енџи Бока                                                   |
| Еди Иган            | Волтер Симонсон, начелник одељења за борбу против наркотика |
| Андре Ернот         | Ла Вале                                                     |
| Сони Гросо          | Клајд Клајн, федерални агент                                |
| Бени Марино         | Лу Бока, Салватореов брат                                   |
| Патрик Мекдермот    | Хауард, Вајнстоков хемичар                                  |
| Алан Викс           | Вили Крејвен, улични нарко трговац                          |
| Андре Тротје        | Вајат Кон, експерт за оружје                                |
| Ал Фен              | полицијски доушник                                          |